# Campeonato Europeo de Gimnasia Artística de 2014
El XXXI Campeonato Europeo de Gimnasia Artística se celebró en Sofía (Bulgaria) bajo la organización de la Unión Europea de Gimnasia (UEG) y la Federación Búlgara de Gimnasia. Fueron organizados dos eventos separados: el femenino, entre el 12 y el 18 de mayo, y el masculino, entre el 19 y el 25 de mayo de 2014.
Las competiciones se realizaron en la Arena Armeets de la capital búlgara.

## Resultados

### Masculino
| Evento                       | Oro | Plata                                                                                     | Bronce |
| ---------------------------- | --- | ----------------------------------------------------------------------------------------- | --- |
| Suelo (25.05)                | Denis Abliazin · Rusia · 15,700 pts.                                                                         | Eleftherios Kosmidis · Grecia · 15,533 pts.                                               | Daniel Purvis Reino Unido Alexander Shatilov Israel 15,400 pts.                                              |
| Caballo con arcos (25.05)    | Max Whitlock Reino Unido 16,166                                                                              | Krisztián Berki · Hungría · 15,633                                                        | Sašo Bertoncelj Eslovenia 15,466                                                                             |
| Anillas (25.05)              | Denis Abliazin · Rusia · Alexandr Balandin · Rusia · 15,800                                                  | —                                                                                         | Samir Aït Saïd Francia 15,766                                                                                |
| Salto de potro (25.05)       | Denis Abliazin · Rusia · 15,150                                                                              | Ihor Radivilov · Ucrania · 15,050                                                         | Oleh Verniayev · Ucrania · 14,916                                                                            |
| Paralelas (25.05)            | Oleh Verniayev · Ucrania · 15,966                                                                            | David Beliavski · Rusia · 15,566                                                          | Epke Zonderland · Países Bajos · 15,533                                                                      |
| Barra fija (25.05)           | Epke Zonderland · Países Bajos · 15,866                                                                      | Sam Oldham Reino Unido 14,866                                                             | Kristian Thomas Reino Unido 14,808                                                                           |
| Concurso por equipos (24.05) | Rusia · Denis Abliazin · Alexandr Balandin · David Beliavski · Nikita Ignatiev · Nikolai Kuksenkov · 267,959 | Reino Unido Daniel Keatings Sam Oldham Daniel Purvis Kristian Thomas Max Whitlock 265,953 | Ucrania · Volodymyr Okachev · Ihor Radivilov · Maxym Semiankiv · Andri Sienichkin · Oleh Verniayev · 262,087 |

### Femenino
| Evento                       | Oro                                                                                                   | Plata                                                                                          | Bronce |
| ---------------------------- | --- | ---------------------------------------------------------------------------------------------- | --- |
| Salto de potro (18.05)       | Giulia Steingruber · Suiza · 14,666 pts.                                                              | Anna Pavlova Azerbaiyán 14,583 pts.                                                            | Larisa Iordache · Rumania · 14,583 pts.                                                                      |
| Barras asimétricas (18.05)   | Rebecca Downie Reino Unido 15,500                                                                     | Aliya Mustafina · Rusia · 15,266                                                               | Daria Spiridonova · Rusia · 14,966                                                                           |
| Barra (18.05)                | Mariya Jarenkova · Rusia · 14,933                                                                     | Larisa Iordache · Rumania · 14,800                                                             | Aliya Mustafina · Rusia · 14,733                                                                             |
| Suelo (18.05)                | Larisa Iordache · Rumania · Vanessa Ferrari · Italia · 14,800                                         | —                                                                                              | Giulia Steingruber · Suiza · 14,500                                                                          |
| Concurso por equipos (17.05) | Rumania · Alina Stănilă · Silvia Zarzu · Larisa Iordache · Diana Bulimar · Andreea Munteanu · 172,754 | Reino Unido Ruby Harrold Hannah Whelan Rebecca Downie Claudia Fragapane Rebecca Tunney 170,663 | Rusia · Daria Spiridonova · Anna Rodionova · Aliya Mustafina · Mariya Jarenkova · Alla Sosnitskaya · 169,329 |

## Medallero
| Núm. | País         | Oro | Plata | Bronce | Total |
| ---- | ------------ | --- | ----- | ------ | ----- |
| 1    | Rusia        | 6   | 2     | 3      | 11    |
| 2    | Reino Unido  | 2   | 3     | 2      | 7     |
| 3    | Rumania      | 2   | 1     | 1      | 4     |
| 4    | Ucrania      | 1   | 1     | 2      | 4     |
| 5    | Países Bajos | 1   | 0     | 1      | 2     |
| 5    | Suiza        | 1   | 0     | 1      | 2     |
| 7    | Italia       | 1   | 0     | 0      | 1     |
| 8    | Azerbaiyán   | 0   | 1     | 0      | 1     |
| 8    | Grecia       | 0   | 1     | 0      | 1     |
| 8    | Hungría      | 0   | 1     | 0      | 1     |
| 11   | Eslovenia    | 0   | 0     | 1      | 1     |
| 11   | Francia      | 0   | 0     | 1      | 1     |
| 11   | Israel       | 0   | 0     | 1      | 1     |
|      | TOTAL        | 14  | 10    | 13     | 37    |